# Petrus Drysander
Petrus Drysander, född 1590 i Ekebyborna församling, död 10 april 1645 i Löts församling, var en svensk präst.

## Biografi
Drysander föddes 1590 i Ekebyborna församling. Han var son till kyrkoherden Jonas Erici och Margareta Holm. Drysander studerade vid gymnasiet och prästvigdes 31 maj 1620. Han blev 1625 komminister i Brunneby församling och 7 oktober 1638 kyrkoherde i Löts församling. Drysander avled 1645 i Löts församling.

### Familj
Drysander gifte sig 1621 med Kirstin Rungius (död 1643). De fick tillsammans barnen myntdirektören Nils Gripenmarck (1622–1697) i Avesta, komministern Jonas Ekman i Mogata församling, handlanden Magnus Ekman i Malmö, inspektorn Elias Ekman (död 1674) på Börringe i Skåne, myntkommissarien Daniel Gripenmarck (född 1633), rikskammarrådet Joel Gripenstierna (1637–1697), Abraham Ekman, rådmannen Isac Ekman, Jacob Ekman och Christina Ekman som var gift med Eric Andersson på Vrinnevi i Sankt Johannes församling och arkitekten Hans Brehmer i Stockholm.